# US Open 2003 (tennis)
De 123e editie van het Amerikaanse grandslamtoernooi, de US Open 2003, werd gehouden van 25 augustus tot en met 7 september 2003. Voor de vrouwen was het de 117e editie. Het toernooi werd gespeeld op het terrein van het USTA Billie Jean King National Tennis Center, gelegen in Flushing Meadows in het stadsdeel Queens in New York.
Opvallend was dat Serena Williams en Venus Williams beiden niet meededen wegens blessures. De titelhouder bij de mannen, Pete Sampras had voor het toernooi zijn afscheid aangekondigd en deed niet meer mee. Tijdens het toernooi nam ook Michael Chang afscheid, hij verloor in de eerste ronde. Tijdens deze editie van de US Open werden veel partijen onderbroken en uitgesteld door regen; voor het eerst sinds vijftien jaar werden er op een dag geen wedstrijden gespeeld bij de heren, wegens de regen.

## Enkelspel

### Mannen
De als vierde geplaatste Amerikaan Andy Roddick won het toernooi door in de finale de als derde geplaatste Spanjaard Juan Carlos Ferrero met 6-3 7-62 6-3 te verslaan.

### Vrouwen
De als tweede geplaatste Belgische Justine Henin-Hardenne won het toernooi voor de eerste keer door in de finale haar als eerste geplaatste landgenote Kim Clijsters met 7-5 6-1 te verslaan.

## Dubbelspel
Heren dubbel

Finale: Jonas Björkman (Zweden) en Todd Woodbridge (Australië) wonnen van Bob Bryan en Mike Bryan (VS) met 5-7 6-0 7-5
Dames dubbel

Finale: Paola Suárez (Argentinië) en Virginia Ruano Pascual (Spanje) wonnen van Martina Navrátilová (VS) en Svetlana Koeznetsova (Rusland) met 6-2 6-3
Gemengd dubbel

Finale: Katarina Srebotnik (Slovenië) en Bob Bryan (VS) wonnen van Lina Krasnoroetskaja (Rusland) en Daniel Nestor (Canada) met 5-7 7-5 7-6

## Junioren
Meisjes enkelspel

De Belgische Kirsten Flipkens won met 6-3 7-5 van de Nederlandse Michaëlla Krajicek
Jongens enkelspel

De Fransman Jo-Wilfried Tsonga won met 7-6 6-3 van Marcos Baghdatis (Cyprus)
- Wegens het slechte weer werden geen dubbelspelfinales gespeeld.

## Belgische deelnemers in het enkelspel
| Speler                 | Plaatsing | Resultaat    |
| Mannen                 | Mannen    | Mannen       |
| ---------------------- | --------- | ------------ |
| Xavier Malisse         |           | vierde ronde |
| Christophe Rochus      |           | eerste ronde |
| Olivier Rochus         |           | eerste ronde |
| Kristof Vliegen        |           | eerste ronde |
| Vrouwen                |           |              |
| Els Callens            |           | eerste ronde |
| Kim Clijsters          | 1         | finale       |
| Justine Henin-Hardenne | 2         | winnares     |

## Nederlandse deelnemers in het enkelspel
| Speler             | Plaatsing | Resultaat    |
| Mannen             | Mannen    | Mannen       |
| ------------------ | --------- | ------------ |
| John van Lottum    |           | tweede ronde |
| Sjeng Schalken     | 12        | kwartfinale  |
| Raemon Sluiter     |           | eerste ronde |
| Martin Verkerk     |           | tweede ronde |
| Vrouwen            |           |              |
| geen deelneemsters |           |              |

1881 · 1882 · 1883 · 1884 · 1885 · 1886 · 1887 · 1888 · 1889 · 1890 · 1891 · 1892 · 1893 · 1894 · 1895 · 1896 · 1897 · 1898 · 1899 · 1900 · 1901 · 1902 · 1903 · 1904 · 1905 · 1906 · 1907 · 1908 · 1909 · 1910 · 1911 · 1912 · 1913 · 1914 · 1915 · 1916 · 1917 · 1918 · 1919 · 1920 · 1921 · 1922 · 1923 · 1924 · 1925 · 1926 · 1927 · 1928 · 1929 · 1930 · 1931 · 1932 · 1933 · 1934 · 1935 · 1936 · 1937 · 1938 · 1939 · 1940 · 1941 · 1942 · 1943 · 1944 · 1945 · 1946 · 1947 · 1948 · 1949 · 1950 · 1951 · 1952 · 1953 · 1954 · 1955 · 1956 · 1957 · 1958 · 1959 · 1960 · 1961 · 1962 · 1963 · 1964 · 1965 · 1966 · 1967
↓ open tijdperk ↓
1968 (m-v-md-vd-gd) ·
1969 (m-v-md-vd-gd) ·
1970 (m-v-md-vd-gd) ·
1971 (m-v-md-vd-gd) ·
1972 (m-v-md-vd-gd) ·
1973 (m-v-md-vd-gd) ·
1974 (m-v-md-vd-gd) ·
1975 (m-v-md-vd-gd) ·
1976 (m-v-md-vd-gd) ·
1977 (m-v-md-vd-gd) ·
1978 (m-v-md-vd-gd) ·
1979 (m-v-md-vd-gd) ·
1980 (m-v-md-vd-gd) ·
1981 (m-v-md-vd-gd) ·
1982 (m-v-md-vd-gd) ·
1983 (m-v-md-vd-gd) ·
1984 (m-v-md-vd-gd) ·
1985 (m-v-md-vd-gd) ·
1986 (m-v-md-vd-gd) ·
1987 (m-v-md-vd-gd) ·
1988 (m-v-md-vd-gd) ·
1989 (m-v-md-vd-gd) ·
1990 (m-v-md-vd-gd) ·
1991 (m-v-md-vd-gd) ·
1992 (m-v-md-vd-gd) ·
1993 (m-v-md-vd-gd) ·
1994 (m-v-md-vd-gd) ·
1995 (m-v-md-vd-gd) ·
1996 (m-v-md-vd-gd) ·
1997 (m-v-md-vd-gd) ·
1998 (m-v-md-vd-gd) ·
1999 (m-v-md-vd-gd) ·
2000 (m-v-md-vd-gd) ·
2001 (m-v-md-vd-gd) ·
2002 (m-v-md-vd-gd) ·
2003 (m-v-md-vd-gd) ·
2004 (m-v-md-vd-gd) ·
2005 (m-v-md-vd-gd) ·
2006 (m-v-md-vd-gd) ·
2007 (m-v-md-vd-gd) ·
2008 (m-v-md-vd-gd) ·
2009 (m-v-md-vd-gd) ·
2010 (m-v-md-vd-gd) ·
2011 (m-v-md-vd-gd) ·
2012 (m-v-md-vd-gd) ·
2013 (m-v-md-vd-gd) ·
2014 (m-v-md-vd-gd) ·
2015 (m-v-md-vd-gd) ·
2016 (m-v-md-vd-gd) ·
2017 (m-v-md-vd-gd) ·
2018 (m-v-md-vd-gd) ·
2019 (m-v-md-vd-gd) ·
2020 (m-v-md-vd) ·
2021 (m-v-md-vd-gd) ·
2022 (m-v-md-vd-gd) ·
2023 (m-v-md-vd-gd)  ·
2024 (m-v-md-vd-gd)
Lijst van US Openwinnaars